# Stenus salvini
Stenus (Hypostenus) salvini – gatunek chrząszcza z rodziny kusakowatych i podrodziny myśliczków (Steninae).
Gatunek ten został opisany w 1886 roku przez Davida Sharpa, który jako lokalizację typową wskazał Volcan de Chiriqui w Panamie. Klasyfikowany jest w grupie gatunków S. denticollis.
Samiec ma szósty sternit z głębokim, raczej spiczastym wcięciem. Na piątym sternicie znajduje się bardzo małe wycięcie, a naprzeciwko niego nieco odsunięte od tylnej krawędzi eliptyczne wgłębienie. Edeagus zbudowany w sposób zbliżony jak u Stenus ashei, od którego gatunek ten różni się także mniej grubym punktowaniem przodu ciała.
Chrząszcz neotropikalny, znany wyłącznie z Panamy.